# Abu al-Hajjaj al-Darir
 (juillet 2023).
Abu al-Hajjaj Yusuf ibn Musa al-Dareer (mort en 1126) est un grammairien, ouléma et scientifique musulman de l'école ash'arite, originaire du Taïfa de Saragosse.

## Biographie
Abu al-Hajjaj al-Darir est un spécialiste de la grammaire, de la science du monothéisme et des croyances. Il nait à Saragosse à l'époque de la dynastie des Houdides, à une date inconnue.
Il devient un penseur de l'école  Ash'ari (ou asharisme). Il laisse un célèbre système de croyance, qui est : Al-Tanbih wa al-Irshad fi al-Ilm al- I'tiqad de mille six cents versets, dans lesquels la foi ash'ari s'organise, d'une manière qui allie facilité et concision.
Il perpétue l'école de pensée ash'arite au Maroc et en Occident islamique.
Ce système contient quatre-vingt-dix-neuf chapitres, dans lesquels il parle de la nécessité de l'examen rationnel et de l'obligation pour chaque musulman, homme et femme, de le pratiquer, de la création du monde, des attributs de Dieu, de la question de voir Dieu, de la création des actions humaines (théorie du kasb), de l'interprétation rationnelle, de l'analogie du visible et de l'invisible, de la prophétie et du califat,.

## Sources
- Les fleurs de Riyad dans les nouvelles d'Ayyad, par Shihab al-Din al-Maqri, Bibliothèque de la culture religieuse, Le Caire, vol. : 1/2010 AD, édité par : Ali Omar.
- Al-Alam de Khair Al-Din Al-Zarkali, Dar Al-Ilm for Millions, Beyrouth, vol. : 17/2007.
- Pour le pétitionnaire, par Abi Jaafar Al-Dhabi, Al-Motakabat Al-Asriyya, Beyrouth, vol. : 1/2005.
- Al-Tashouf aux hommes du soufisme, par Ibn Al-Zayyat Al-Tadli, Bibliothèque de la culture religieuse, Le Caire, 1re édition : 2007 AD, édité par : Ali Omar.
- Arrangement of Perceptions, par le juge Ayyad, Dar Al-Aman, Rabat, vol. : 1/2009, édité par Ali Omar.
- Le développement de l'école de pensée Ash'ari en Occident islamique, Youssef Hanana, publications du ministère marocain des Awqaf, 2003.
- Al-Sala par Ibn Bashkwal, Dar Al-Kutub Al-Ilmiya, vol. : 1/2008 AD, édité par : Jalal Al-Asyuti.
- Biographie des drapeaux des nobles, par Imam Al-Dhahabi, Dar Al-Hadith, Le Caire, 2006, édité par : Muhammad Ayman Al-Shabrawi.
- L'arbre pur de lumière dans les strates des Malikis, par Muhammad Makhlouf, Bibliothèque de la culture religieuse au Caire, vol. : 1/2007, édité par : Ali Omar.
- Othman Al-Salaji et sa secte Ash'ari par Jamal Allal Al-Bakhti, éditions du ministère marocain des dotations, 1re édition : 2005 AD.
- Les yeux du débat, Abou Ali Omar al-Sakuni, Publications universitaires tunisiennes, 1976, édité par : Saad Ghorab.
- Al-Ghaniyyah L'index des cheikhs du juge Ayyad par le juge Ayyad Al-Hasabi, Bibliothèque de la culture religieuse, Le Caire, vol.: 1/2003 AD, édité par Ali Omar.